# بطولة الأندية الآسيوية 2000–01
بطولة الأندية الآسيوية 2000–01 كانت النسخة العشرون من منافسة كرة القدم الدولية السنوية للأندية والتي تقام في منطقة الاتحاد الآسيوي لكرة القدم (آسيا). وقد تم تحديد بطل أندية كرة القدم في آسيا لهذه السنة.
توج سوون سامسونغ بلووينغز الكوري الجنوبي باللقب، بعد فوزه على نادي جوبيلو إيواتا الياباني بنتيجة 1–0.

## النهائي
| سوون سامسونغ بلووينغز | 1–0 | جوبيلو إيواتا |
| --------------------- | --- | ------------- |
| ساندرو كاردوسو 15'    |     |               |

## البطل
| بطولة الأندية الآسيوية 2001–02 سوون سامسونغ بلووينغز اللقب الأول |